# 9816 von Matt
9816 von Matt è un asteroide della fascia principale. Scoperto nel 1960, presenta un'orbita caratterizzata da un semiasse maggiore pari a 2,6896097 UA e da un'eccentricità di 0,0615104, inclinata di 21,92687° rispetto all'eclittica.